# Ученик (христианство)

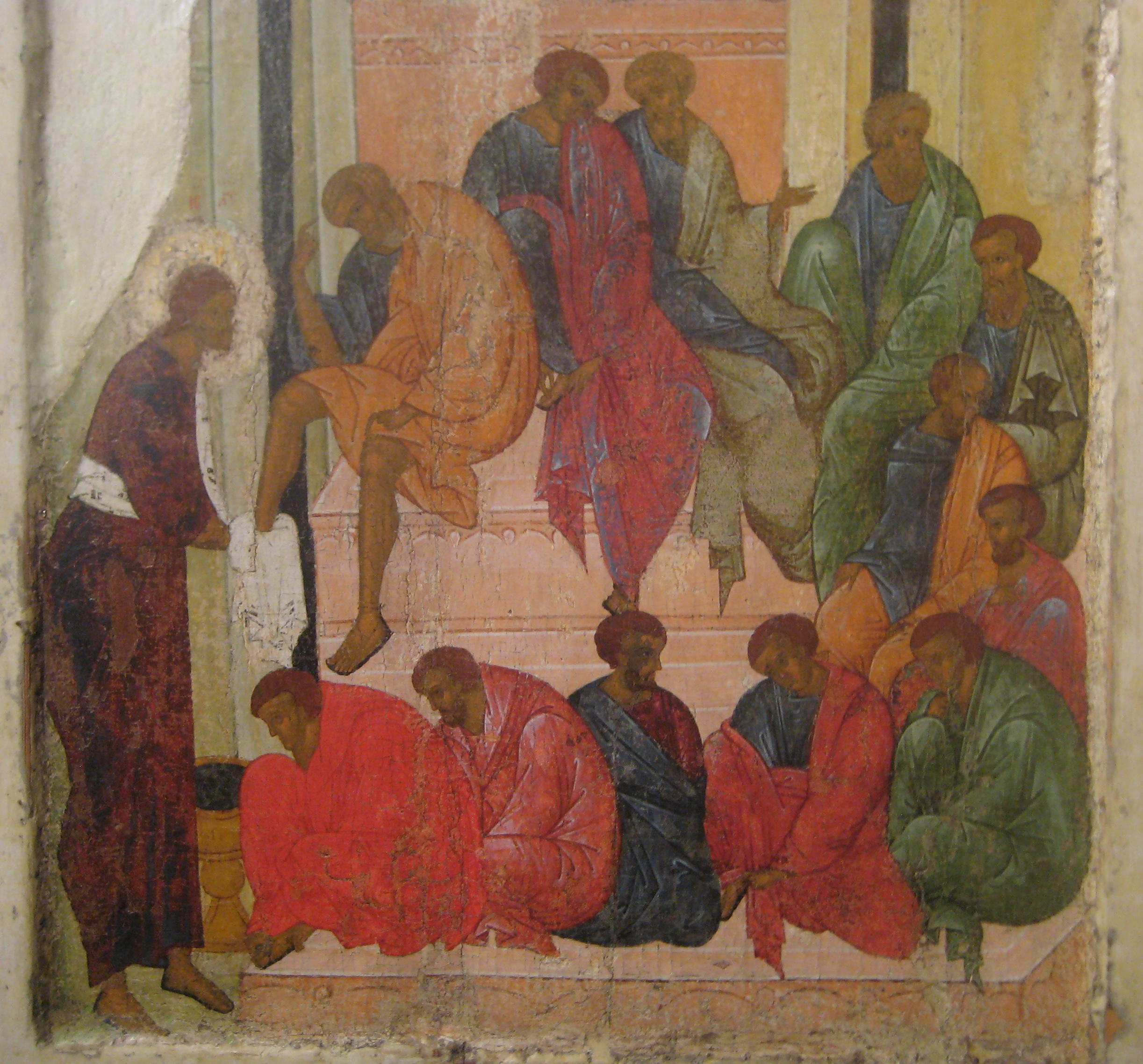
Иисус Христос моет ноги ученикам.

Ученик в христианстве — верный последователь Иисуса Христа. Термин встречается в том числе в Новом Завете.
В античные времена учеником считался приверженец своего учителя, который активно подражал жизни и учению мастера и целью которого стать «живой копией» наставника. Ученичество не являлось чем-то подобным студенчеству в современном понимании; ученичество было добровольным.
Новый Завет содержит повествование о ранних последователях Иисуса, которые были с Ним во время Его служения. Христос наставил их на апостольское служение: служение двенадцати, служение семидесяти, Великое поручение, провозглашение Благой Вести по всему миру. А также учить народы и делать учеников Христу.
Иисус отметил, что ученичество обойдётся в высокую цену.

## История термина
Термин «ученик» в греческом койне является «mathētḗs» (μαθητής); означает «тот, кто обучается, за счёт наставления другого» или в библейском контексте, «тот, кто постоянно связан с кем-то, кто имеет признание в наставничестве или общие взгляды».
Апостолы в отличие от учеников, являются «посланниками с особым статусом или посланные самим Богом». В Новом Завете термин преимущественно используется для «верующих последователей, деятельность которых определил Иисус Христос».
Ученики не только являются частью библейских повествований. Так, например, у древнегреческих философов ученики обучались «подражая образу жизни» наставника, не просто запоминая сказанные ими рассуждения.
Философ I века Сенеки, так описывает отношение между учениками и учителями различных философов:

Клеанф не сумел бы стать подобным Зенону, если бы просто слушал его лекции; он все заимствовал в свою жизнь, видел скрытые мотивы и следил за ним, чтобы увидеть, живет ли он сам по его правилам. Платон, Аристотель и вся толпа мудрецов, которым было суждено пойти разными путями, извлекли куда больше пользы из характера, чем просто из слов Сократа.
В христианстве, ученики также следуют жизненным примерам своего наставника — Иисуса Христа.
Новые последователи в свою очередь проходят рождение свыше, и уже ставят Иисуса в «центр своей жизни», исполняя заповеди Христа. Согласно апостолу Павлу, частью ученичества является концепция подражание Христу; переняв «образ Христа», ученики сами становятся примером для других (1 Коринфянам. 11:1; 1 Коринфянам. 4:16, 17). Преуспевающий последователь также начинает изъяснять другим учение Христа, впоследствии уже оба учатся и подражают Христу (2 Тимофею. 2:2).
Особый вид передачи ученичества называется апостольским преемством. На ученичество может наставить и сам Христос. В случае, как это было с Павлом.

## «Множество учеников»
Помимо двенадцати апостолов, существовала группа из большего количества людей, названых учениками. Семьдесят (или семьдесят два) из них были отправлены Иисусом, в различные поселение, куда Христос хотел пойти. В их задачи входило: исцелять больных, изгонять бесов и распространять весть о приближении Царства Небесного. Им также дозволялось принимать любую пищу.

## Ученичество

### «Любите друг друга»

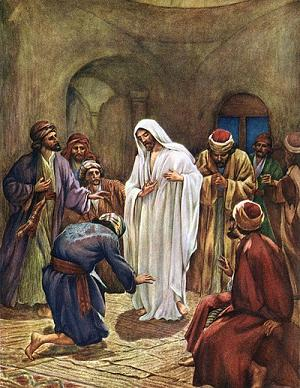
Воскресший Христос появляется среди учеников.

Перед распятием, Христос объяснил ученикам, как они должны поступать друг с другом. Он сказал:

Заповедь новую даю вам, да любите друг друга; как Я возлюбил вас, так и вы да любите друг друга.— Иоанна. 13:34, 35
К выше сказанному, Иисус приводит важное пояснение в Евангелии от Луки: фарисеи неоднократно пытались «поймать» Его относительно соблюдения субботы, Иисус использует эту возможность, и в противовес религиозности своих противников, приводит собственное учение. Учение которое призвано смотреть не на «чистоту рук», а на «чистоту сердца», что вызывает шокирующую реакцию у священства тех времён. В то же время показывает любовь Христа.

### «Изменение»
Новый Завет призывает учеников подражать Христу. Быть в послушании, брать пример и моральные качества у Христа. Ученичество неизбежно влечёт за собой «изменение», в поведении человека, восприятии мира и требует отказ от грехов.
Апостол Павел указывал на изменение, как на необходимое условие; ученик не должен «соответствовать этому миру», но «обновлять разум», чтобы «познавать, что есть воля Божия, благая, угодная и совершенная» (Римлянам. 12:2). Следовательно, ученик — это не просто «запоминающий», но «исполняющий» учение Иисуса Христа.
Концепция «подражание Христу» в ранней Церкви исходит от апостолов. Так, Павел пишет: «подражайте мне, как я Христу» (1 Коринфянам. 11:1).

### «Кто не несет креста своего…»
В Евангелии от Луки, Иисус сказал:

Кто не несет креста своего и не идет за Мной, не может быть Моим учеником.— Луки. 14:27
Согласно Григорию Палама, крест заключается в «распятие плоти» со страстями и похотьями, то есть положить конец греху и жить в святости.
Ещё до того как Иисус произнёс эти слова, один зелот по имени Иуда собрал отряд повстанцев против римской оккупации Иудеи. Мятеж был быстро подавлен, и в качестве наказания римский военачальник Вар приказал распять 2000 иудеев. В те времена ученики и ранние христиане ясно понимали что Иисус имеет ввиду. Они осознавали что должны безоговорочно подчиниться Господу, даже если цена — собственная жизнь. На это Христос даёт понять чего стоит Его ученичество. Ученики Иисуса должны быть готовы пройти любое испытание и искушение, и сохранить верность Господу.
Иисус Христос не призывает к самоубийству.

### Семья и богатство
Иисус призвал отказаться от богатства и родовых зависимостей.
В тот период, родословие определяло личность человека, отказ от неё означало «стать никем». 

если кто приходит ко Мне и не возненавидит отца своего и матери, и жены и детей, и братьев и сестер, а притом и самой жизни своей, тот не может быть Моим учеником— Луки. 14:26
Христос указывал на богатство, как на препятствие к достижению Царства Небесного. Жизнь не должна зависеть от изобилия. Он также призывал богатым раздавать своё имущество. В диалоге с богатым юношей, Христос сказал ему, что если он хочет стать совершенным, то должен раздать своё имение и пойти за Ним.
Также Господь указывал ученикам, что стремиться к обогащению и служению Богу невозможно:

Никто не может служить двум господам: ибо или одного будет ненавидеть, а другого любить; или одному станет усердствовать, а о другом нерадеть. Не можете служить Богу и маммоне.— Матфея. 6:24

### Великое поручение
В христианстве распространена практика прозелитизма, то есть воспитания новых учеников. В начале служения, Иисус сам призывал учеников, первыми из которых были Андрей и Симон; Иисус сказал им: «Следуйте за Мною, и я сделаю вас ловцами человеков» (Матфея. 4:19). Однако, в конце служения, Иисус установил ученикам Великое поручение, повелевая: «научите все народы, крестя их во имя Отца и Сына и Святаго Духа» (Матфея. 28:19).

## Ученическое движение
После Вознесение Христа, на день пятидесятницы, Пётр вместе с другими апостолами начали провозглашать покаяние и воскресение Христа. Согласно Евангелию, в тот день прибавилось около 3 тысяч человек. С того момента началось распространение ученического движения, «спасённые прибавлялись», а учение Христа достигала все большего количества людей. Также были и женщины-ученицы (что было необычным в тот период). Апостолы и «наставленные» христиане формировали последователей из иудеев и язычников. Раннее христианство распространялось за счёт новых учеников.
Согласно Новому Завету, у Павла были от 24 учеников, такие как Тимофей, Лука, Марк и другие.

#### Ученичество в XXI веке
В начале 1980-х возникло так называемое «Ученическое Движение», которое стало зарождаться в некоторых британских и американских общинах. Движение призвано было создать личное наставничество, где христиане собирались в группы и обучали новых учеников. Целью было утвердить новых людей в учении Христа.
Сегодня ученичество не распространено, как это было в древности. Однако некоторые христианские церкви начали переходить к ученической практике. Целью ученичества является создание таких же учеников которые следуют и подражают Христу. Чтобы впоследствии и они вели новых учеников.

## Примечание
1. ↑  Sri, E. (2018). In the Dust of the Rabbi: Clarifying Discipleship for Faith Formation Today. The Catechetical Review. Issue #4.2: online edition. Архивировано 25 января 2021. Дата обращения: 28 февраля 2021. {{cite journal}}: |volume= имеет лишний текст (справка)
2. ↑  Köstenberger, A. J. (1998). Jesus as Rabbi in the Fourth Gospel (PDF). Bulletin for Biblical Research. 8: 97–128. doi:10.2307/26422158. JSTOR 26422158. Архивировано (PDF) 2 августа 2021. Дата обращения: 28 февраля 2021.
3. ↑  Baham, M. (2020). The Vision and Challenge of Discipleship.
4. ↑  Коломийцев А. Великое поручение: делайте учеников. Слово Благодати (4 апреля 2011). Дата обращения: 28 февраля 2021. Архивировано 7 сентября 2017 года.
5. ↑  MATTHEW 28:18-20 (New Revised Standard Version)
6. ↑  Becoming a Disciple of Jesus: He Demands Our All - Single-Page Full Article | C.S. Lewis Institute. www.cslewisinstitute.org. Дата обращения: 15 февраля 2021. Архивировано 18 февраля 2020 года.
7. ↑  Thabiti Anyabwile. The Costs of Following Jesus (англ.). The Gospel Coalition (2 декабря 2009). Дата обращения: 15 февраля 2021. Архивировано 27 августа 2021 года.
8. ↑  King James Bible. Strong’s Greek Dictionary: 3101 Архивная копия от 19 апреля 2021 на Wayback Machine
9. 1 2  Danker, Arndt, W., W., Bauer, W., & Gingrich, F. W. (2000). A Greek-English lexicon of the New Testament and other early Christian literature (3rd ed)
10. 1 2  A Greek-English lexicon of the New Testament and other early Christian literature., p. 122.
11. ↑  Christian History: The Twelve Apostles. Дата обращения: 19 ноября 2007. Архивировано 13 ноября 2007 года.
12. ↑  Seneca. Epistles 1-65. — Trans Richard M Gummere, Loeb Classical Library 75. — P. Epist. 6.5–6.6, p. 27–28.
13. ↑  Заповеди Господа и Бога нашего Иисуса Христа, Заповеди Господа и Бога нашего Иисуса Христа - святитель Иустин (Полянский). azbyka.ru. Дата обращения: 26 февраля 2021. Архивировано 23 января 2021 года.
14. ↑  «Из слов Господа видно, что надо так изучить Евангельские заповеди, чтобы они сделались достоянием — имуществом ума, чтобы они всегда предстояли в памяти и — чтобы на каждом нравственном шагу, для каждой мысли, для каждаго чувства и желания, для каждаго поступка — иметь в памяти своей готовое Евангельское наставление в них. Тогда только возможно будет точное, постоянное исполнение их, — такое исполнение, какого требует Господь. Такое изучение Евангельских заповедей и жизнь по ним есть первая существеннейшая потребность и священнейший долг каждаго истиннаго христианина, желающаго спастися»

— Игнатий Брянчанинов.
15. ↑  Спраул, Роберт Чарльз. We're Called to Make Disciples, not Simply Converts (англ.). Ligonier Ministries (2019). Архивировано 28 февраля 2021 года.
16. ↑  Рудольф Брокгауз. Размышления над Посланием к Галатам.
17. ↑  Луки. 6:17
18. 1 2  Серебрякова, Юлия Владимировна. 2.3.5. // Четвероевангелие. Миссия Семидесяти апостолов. — Издательство Православного Свято-Тихоновского гуманитарного университета, 2013.
19. ↑  Luke 14 - The Pulpit Commentaries - Bible Commentaries (англ.). StudyLight.org. Дата обращения: 17 февраля 2021. Архивировано 28 июля 2021 года.
20. ↑  Richard N. Longenecker, ed., Patterns of Discipleship in the New Testament (Eerdman’s, 1996) 1, 5, 141.
21. ↑  Peter K. Nelson. Spiritual Formation: Ever Forming, Never Formed. — 2012.
22. ↑  Why did Jesus say to go and sin no more, if that's impossible? ActiveChristianity (14 ноября 2014). Дата обращения: 28 февраля 2021. Архивировано 5 марта 2021 года.
23. ↑  Jesus Said Do |Comments Off on Jesus Said Cut Sin Out of Your Life. The Jesus Said Project – A Disciple's Guide to Jesus' Teachings – Jesus Said Cut Sin Out of Your Life (англ.). Дата обращения: 17 февраля 2021. Архивировано 23 октября 2021 года.
24. ↑  Tyndale Bible Dictionary (Tyndale House, 2001), s.v. «Disciple.»
25. ↑  The Westminster Dictionary of Christian Theology by Alan Richardson, John Bowden 1983 ISBN 978-0-664-22748-7 s.v. "Imitation of Christ, The, " 285—286.
26. ↑  Омилия XXV., Омилии - святитель Григорий Палама. azbyka.ru. Дата обращения: 26 февраля 2021. Архивировано 18 сентября 2021 года.
27. ↑  Комментарии Библии МакАртура, Матфея 10 глава. :  [рус.].
28. 1 2  Толкования Блаженного Феофилакта Болгарского. Дата обращения: 26 февраля 2021. Архивировано 9 августа 2020 года.
29. ↑  Sakari Häkkinen. Poverty in the first-century Galilee (англ.) // University of Pretoria. — 2016. Архивировано 7 февраля 2021 года.
30. 1 2 3  Иларион (Алфеев). Глава 8 Богатство земное и небесное // Иисус Христос. Жизнь и учение. Книга II. Нагорная проповедь. — Издательский дом «Познание», 2017.
31. ↑  Долженко А.Г. Нагорная проповедь. Архивировано 24 июля 2021 года.
32. ↑  Деян. 2:41
33. ↑  Ученичество во Христе - Буравец Валерий. www.foru.ru. Дата обращения: 18 февраля 2021. Архивировано 30 октября 2020 года.
34. ↑  Ученик, ученичество – Словарь библейских образов, Райкен Л., Уилхойт Д., Лонгман Т. azbyka.ru. Дата обращения: 18 февраля 2021. Архивировано 18 июня 2022 года.
35. ↑  Ричард Бокэм. Иисус и женщины. Роль женщин в общине Иисуса и в первоначальном христианстве. — Litres, 2017-09-05. — 495 с. — ISBN 978-5-457-81567-4.
36. 1 2  Линда Стромсмое. MAKING DISCIPLES:A FOUNDATION FOR AN INTEGRATED MISSION PROGRAM (англ.) // University of Calgary. — 1979. — P. 43—58.
37. ↑  Movements | Shepherding Movement | Timeline | The Association of Religion Data Archives. www.thearda.com. Дата обращения: 27 февраля 2021. Архивировано 21 апреля 2021 года.
38. ↑  Brother Maynard. The Shepherding Movement | Subversive Influence (англ.) (2008). Дата обращения: 27 февраля 2021. Архивировано 2 марта 2021 года.
39. ↑  Kenneth B. Winter. Leading Auburn Presbyterian Church to Make Disciples (англ.) // Fuller Theological Seminary. — 2009.
40. ↑  Andrew E. Jung. Discipleship as Adoption: A Model for Late Adolescent Faith Development at Trinity Baptist Church, Raleigh (англ.) // FULLER THEOLOGICAL SEMINARY. — 2014.
41. ↑  Якуб аль-Хасан. THE PAULINE CONCEPT OF DISCIPLESHIP AS A MODEL FOR ADDRESSING THE YOUTH DROPOUT IN THE TWENTY-FIRST ADDRESSING THE YOUTH DROPOUT IN THE TWENTY-FIRST CENTURY UNITED STATES OF AMERICA CHURCH. CENTURY UNITED STATES OF AMERICA CHURCH. (англ.) // Southeastern University. — 2020.
42. ↑  LAP YAN KUNG. CHRISTIAN DISCIPLESHIP TODAY: A STUDY OFTHE ETHICS OF THE KINGDOM INTHE THEOLOGIES OF STANLEY HAUERWAS AND JON SOBRINO (англ.) // University of Glasgow. — Шотландия, 1994. — Август. Архивировано 29 мая 2020 года.